# جودپور
جودپور
شهر جودپور (به هندی: जोधपुर) با جمعیت ۱٫۰۰۶٫۶۵۲ نفر در ایالت راجستان در کشور هند واقع شده‌است.
جودپور نام هندی این شهر است؛ اما پاکستانی‌ها این شهر را "نیلی‌نگار" گویند که بخاطر رنگ آمیزی نیلی شهر قدیمی است.